# Henri Ghéon
Henri Léon Vangeon, en littérature Henri Ghéon, né  le 15 mars 1875 à Bray-sur-Seine (Seine-et-Marne) et mort le 13 juin 1944 à Paris, est un médecin et écrivain français, à la fois poète, auteur dramatique et critique littéraire.

## Biographie
Fils d'Alphonse Antoine Vangeon, pharmacien à Bray-sur-Seine et de son épouse, née Paméla Noémie Petit, il fait ses études secondaires à Sens et vient à Paris en 1893 pour entreprendre des études de médecine. Il se lance parallèlement dans une carrière littéraire en écrivant des poèmes, loués à la fois par Francis Jammes et par Mallarmé, et en publiant des critiques dans des revues d'avant-garde. En 1887, il rencontre André Gide, qui devient son guide littéraire et son ami intime jusqu'à sa mort. Ghéon, selon le biographe de Gide, Alan Sheridan, « était l'ami et le compagnon le plus proche de Gide lors d'innombrables exploits homosexuels ». Ghėon a d'ailleurs rédigé un texte militant en faveur de l'homosexualité, La Vie secrète de Guillaume Arnoult, qui a été l'une des inspirations du Corydon de Gide. Il le fait entrer à la direction de la revue L'Ermitage auprès d'Édouard Ducoté. En novembre 1908, il fait partie des fondateurs de La Nouvelle Revue française. Il fut par ailleurs membre du Comité de direction de l'Association du Foyer de l’abbaye de Royaumont.
Mais la Première Guerre mondiale va changer l'orientation de sa vie et, en partie, de sa carrière.
Bien qu'ayant été exempté de service militaire pour hypertrophie du cœur en 1897, le docteur Vangeon s'engage le 1er octobre 1914. Il est nommé médecin-aide-major de 2e classe en novembre 1914, puis promu médecin-aide-major de 1ère classe en décembre 1916 et enfin médecin-major de 2e classe en décembre 1918. Démobilisé en février 1919, il est affecté dans la réserve à la légion de la Garde républicaine, avant d'être définitivement libéré des obligations militaires en novembre 1921. Durant la guerre, son comportement lui vaut trois citations qui décrivent son courage : "engagé volontaire à 40 ans pour la durée de la guerre, au front depuis décembre 1914. Désigné pour une formation sanitaire de l'intérieur, a immédiatement demandé et obtenu de revenir au front où il a fait constamment preuve de vaillance et de dévouement ; en particulier n'a pas hésité à aller s'installer du 6 au 14 avril dans une batterie soumise à un intense bombardement pour être mieux à même de soigner les blessés." (citation à l'ordre du corps d'armée en date du 25 avril 1917) ; "Pendant les attaques d'août et septembre 1917 sous Verdun, installé près des batteries dans un poste de secours sur le bord d'une route constamment battue par le harcèlement ennemi, a fait preuve du plus beau courage et du plus entier dévouement en donnant ses soins de jour et de nuit indistinctement aux nombreux blessés appartenant à toutes les troupes du secteur." (citation à l'ordre du régiment en date du 13 septembre 1917) ; "A continué à montrer lors des attaques du 11 juin et du 10 août 1918 beaucoup de sang-froid et de courage, installant son poste de secours à proximité des batteries parfois violement bombardées en particulier le 15 juin devant Belley." (citation à l'ordre du régiment en date du 14 septembre 1918). Ses services exceptionnels lui valent d'être nommé chevalier de la Légion d'honneur à compter du 16 juin 1920.
Cet engagement et son expérience sur le front l'amènent à recouvrer la foi catholique à Noël 1915. Foi dont il devient un fervent défenseur. L'Homme né de la guerre, pour reprendre le titre donné au récit de sa conversion, va désormais mettre son art au service de Dieu et de l'apostolat. Il devient tertiaire de l'ordre dominicain en 1922 et prend comme nom de religieux, frère Pierre-Dominique, prénom de son ami Dupouey qui hâta sa conversion. Il meurt célibataire le 13 juin 1944 dans le 16e arrondissement de Paris. Il est enterré dans la concession des Pères dominicains.
Il participe à La Revue fédéraliste (cahier mensuel de politique et de poésie), publiant en particulier un appel pour soutenir une compagnie théâtrale Les compagnons de Notre-Dame dans le numéro d'octobre 1926.
Il laisse également de très rares œuvres peintes, des huiles à dominante naturaliste, parfois cloisonnées, réalisées sur les conseils du peintre fauve Victor Dupont.

## Décorations
- Chevalier de la Légion d'honneur (1920)
- Croix de guerre 1914–1918 (3 citations)

## Œuvres

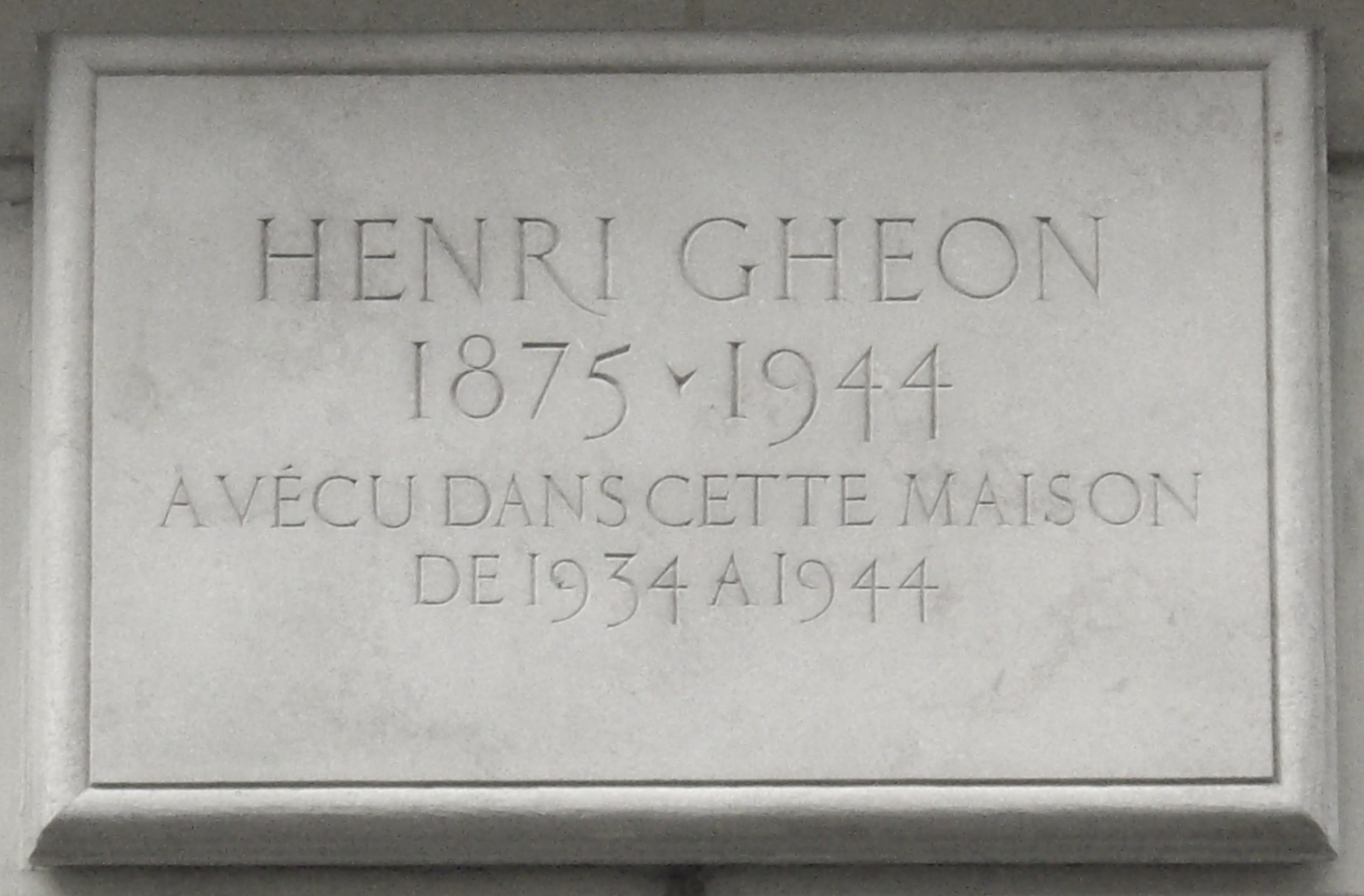
Plaque commémorative sur le domicile d'Henri Ghéon au no 68 de la rue Saint-Didier (16e arrondissement de Paris).

- Les campagnes simples. La Solitude de l'été. Mercure de France, 1897.
- Chansons d'aube. Mercure de France, 1897.
- Le consolateur (roman). Bibliothèque Charpentier / E. Fasquelle, 1903.
- Le Pain (Tragédie populaire en 4 actes et 5 tableaux). Éditions de la Nouvelle Revue Française, 1912.
- Foi en la France - Poèmes du temps de guerre (per patriam ad dominum). Éditions de la Nouvelle Revue Française, 1916.
- L'Homme né de la guerre - Témoignage d'un converti (Yser-Artois 1915). Éditions de la Nouvelle Revue Française, 1918.
- Le pauvre sous l'escalier (trois épisodes d'après la vie de saint Alexis). Éditions de la Nouvelle Revue Française, 1920.
- Les Trois Miracles de sainte Cécile suivis de Martyre de Saint Valérien. Société Littéraire de France, 1922.Jeux et Miracles pour le peuple fidèle. Éditions de la Revue des Jeunes, 1922 ; prix Marcelin Guérin de l’Académie française en 1923.
- Partis pris. Réflexions sur l'art littéraire. Nouvelle Librairie Nationale, 1923.
- La Bergère au pays des loups (Sainte Germaine de Pibrac). Éditions de la Revue des Jeunes, 1923.
- La Merveilleuse Histoire du jeune Bernard de Menthon. En trois journées et un épilogue. André Blot éditeur, 1924.
- Le Triomphe de saint Thomas d'Aquin. Éditions de La Vie Spirituelle, 1924.
- Le Comédien et la Grâce, pièce d'après la vie de Saint Genès. Éditions Plon-Nourrit (collection Le roseau d'or), 1925.
- La Parade du Pont du diable d'après la légende de Saint Kado (Des compagnons de Notre-Dame). André Blot éditeur, 1926.
- Les Trois Sagesses du vieux Wang. André Blot éditeur, 1927.
- Demos esclave et roi. Librairie de France (collection Les cahiers d'Occident), 1927.
- Le Saint Curé d'Ars. Flammarion (collection Les grands cœurs), 1928.
- La Fille du sultan et le Bon Jardinier. Conte en trois tableaux d'après une chanson flamande (1928)
- Les Jeux de l'enfer et du ciel (roman) [3 volumes]. Flammarion, 1929.
- La Vieille Dame des rues (roman). Flammarion, 1930.
- Sainte Anne d'Auray. Flammarion (collection Les pèlerinages), 1931.
- Épiphanie ou le Voyage des trois rois (1931)
- Promenades avec Mozart - L'homme, l'œuvre, le pays. Desclée de Brouwer, 1932 — prix Bordin de l’Académie française en 1933.
- Sainte Thérèse de Lisieux. Flammarion (collection Les grands cœurs), 1934.
- Le Noël sur la place ou les Enfances de Jésus (1935)
- Noêl ! Noël !. Flammarion, 1935.
- Saint Jean Bosco. Flammarion (collection Les grands cœurs), 1935.
- Féerie. Flammarion, 1935.
- Chants de la vie et de la foi. Flammarion, 1936.
- Les Détours imprévus (roman). Flammarion, 1937.
- La Quête héroïque du Graal. Action romanesque et féerique en cinq parties et dix tableaux (1938)
- Marie, Mère de Dieu. Éditions Pierre Tisné, 1939.
- Saint Vincent Ferrier. Flammarion (collection Les grands cœurs), 1939.
- Judith. Œdipe ou le Crépuscule des dieux
- Dramaturgie d'hier et de demain
- La jambe noire (roman). Flammarion, 1941.
- Saint Martin. Flammarion (collection Les grands cœurs), 1941.
- Sainte Claire d'Assise. Éditions franciscaines, 1944.
- L'Art du théâtre. Éditions Serge (Montréal), 1944.
- La Belle au bois dormant (1944) pièce en 3 actes d'après Charles Perrault
- La Cathédrale incendiée, musique d'Albert Alain
- Correspondance Henri Ghéon - André Gide, tome 1 1897-1903, tome II 1904-1944. Gallimard, 1976.
- Correspondance Vielé-Griffin - Ghéon, édition critique établie par Catherine Boschian-Campaner. Honoré Champion, 2004  (ISBN 2-7453-0982-X)